# Protaphidius wissmannii
Protaphidius wissmannii är en stekelart som först beskrevs av Julius Theodor Christian Ratzeburg 1848.  Protaphidius wissmannii ingår i släktet Protaphidius och familjen bracksteklar. Inga underarter finns listade i Catalogue of Life.